# TCF4
TCF4‏ (Transcription factor 4) هوَ بروتين يُشَفر بواسطة جين TCF4 في الإنسان.